# Yacopí
Yacopí là một khu tự quản thuộc tỉnh Cundinamarca, Colombia. Thủ phủ của khu tự quản Yacopí đóng tại Yacopí Khu tự quản Yacopí có diện tích ki lô mét vuông. Đến thời điểm ngày 28 tháng 5 năm 2005, khu tự quản Yacopí có dân số 16601 người.